# Derrick Henry
Derrick Henry (Yulee, 4 gennaio 1994) è un giocatore di football americano statunitense che milita nel ruolo di running back i Baltimore Ravens della National Football League (NFL). Nel 2015 ha vinto l'Heisman Trophy, il massimo riconoscimento individuale nel football universitario.

## Carriera universitaria
Al college, Henry giocò a football con gli Alabama Crimson Tide. Nella sua prima stagione, nel 2013, Henry corse 382 yard e sei touchdown. Durante lo Sugar Bowl 2014, corse 100 yard e un touchdown oltre a ricevere un secondo touchdown su un passaggio da 61 yard.
Nella sua terza stagione da Alabama, superò il primato della Southeastern Conference (SEC) di Herschel Walker che resisteva dal 1981 correndo 1.986 yard su 339 tentativi. Stabilì anche il record dei Crimson Tide per gare consecutive con almeno un touchdown, 18. Il momento più alto della sua stagione fu il 7 novembre quando, opposto alla stella di LSU e il quel momento principale favorito per l'Heisman Trophy, Leonard Fournette, superò l'avversario per 210 yard corse a 31. A dicembre, Henry fu premiato con il Doak Walker Award, assegnato al miglior running back della stagione, e con il Walter Camp Award e il Maxwell Award, assegnati al giocatore dell'anno. Il 12 dicembre 2015, Henry fu dichiarato vincitore dell'Heisman Trophy. Fu il secondo vincitore della storia di Alabama e il primo running back ad aggiudicarsi il premio dal 2009, in entrambi i casi dopo Mark Ingram.
Durante la vittoria di Alabama su Clemson nella finale del campionato NCAA 2015, Henry corse 158 yard su 36 tentativi, segnando tre touchdown. Nel corso della partita, superò il record di Shaun Alexander per il maggior numero di yard corse in carriera nella storia dell'istituto.

### Vittorie e premi
- Campione NCAA (2015)
- Heisman Trophy (2015)
- Maxwell Award (2015)
- Doak Walker Award (2015)
- Walter Camp Award (2015)
- Unanimous All-American (2015)
- Giocatore offensivo dell'anno della SEC (2015)

### Statistiche al college
|          |          | Corse | Corse | Corse | Corse | Corse | Ricezione | Ricezione | Ricezione |
| Anno     | Squadra  | Ten   | Yard  | Media | Max   | TD    | Ric       | Yard      | TD        |
| -------- | -------- | ----- | ----- | ----- | ----- | ----- | --------- | --------- | --------- |
| 2013     | Alabama  | 36    | 382   | 10,6  | 80    | 3     | 1         | 61        | 1         |
| 2014     | Alabama  | 172   | 990   | 5,8   | 49    | 11    | 5         | 113       | 2         |
| 2015     | Alabama  | 339   | 1.986 | 5,9   | 74    | 23    | 10        | 97        | 0         |
| Carriera | Carriera | 546   | 3.358 | 6,2   | 80    | 37    | 16        | 291       | 3         |

## Carriera professionistica

### Tennessee Titans

#### Stagione 2016
Henry fu scelto nel corso del secondo giro (46º assoluto) del Draft NFL 2016 dai Tennessee Titans. Debuttò come professionista partendo come titolare nella gara del primo turno contro i Minnesota Vikings correndo tre volte per 5 yard e ricevendo 2 passaggi per 41 yard dal quarterback Marcus Mariota, il giocatore che lo aveva preceduto nell'albo d'oro dell'Heisman Trophy. Il 27 ottobre segnò il suo primo touchdown su una corsa da 6 yard nella vittoria per 36-22 sui Jacksonville Jaguars. La stagione da rookie si concluse con 490 yard corse e 5 marcature in 15 presenze, 2 delle quali come titolare.

#### Stagione 2017
Nel secondo turno della stagione 2017, Henry fu schierato come running back primario della squadra al posto di DeMarco Murray, correndo 92 yard e un touchdown nella vittoria sui Jacksonville Jaguars. Superò per la prima volta le corse yard corse in una partita nel Monday Night Football vinto contro gli Indianapolis Colts del sesto turno, segnando un touchdown su una corsa da 72 yard che fu la più lunga in carriera. La sua stagione regolare si chiuse guidando i Titans con 744 yard corse pur giocando solamente 2 gare su 16 come titolare. Nella prima gara di playoff in carriera iniziò come partente al posto dell'infortunato Murray, trascinando la sua squadra a rimontare uno svantaggio di 21-3 alla fine del primo tempo con 156 yard corse e un touchdown nel 22-21 finale in casa dei Kansas City Chiefs.

#### Stagione 2018

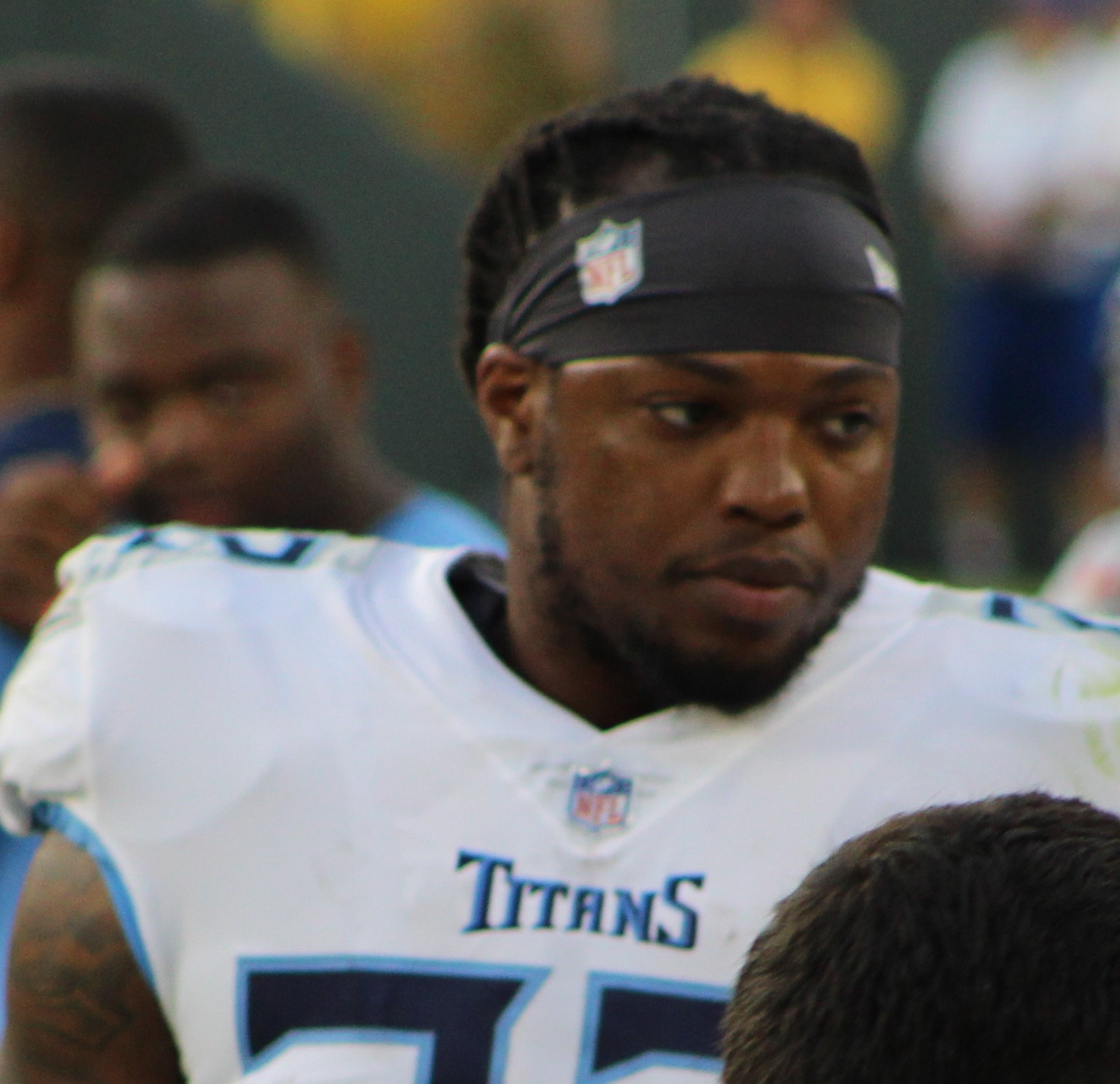
Henry nel 2018

Nella settimana 10 della stagione 2018 Henry guidò i Titans alla prima vittoria sui Patriots dal 2002 con 58 yard corse e 2 touchdown. Il 6 dicembre segnò un touchdown dopo una corsa da 99 yard, spingendo via tre difensori avversari, contro i Jaguars. Pareggiò così il record NFL di Tony Dorsett per il più lungo TD su corsa della storia. Tale record non potrà mai essere superato perché le azioni non possono iniziare prima della linea di scrimmage. La sua gara si concluse con 4 touchdown e 238 yard corse, superando il record di franchigia di Chris Johnson di 228 yard stabilito nel 2009. Per questa prestazione fu premiato come giocatore offensivo della AFC della settimana e come running back della settimana. Sette giorni dopo corse altre 170 yard e 2 TD, venendo premiato nuovamente come running back della settimana. Alla fine di dicembre vinse il titolo di giocatore offensivo del mese della AFC in cui corse 625 yard e 8 touchdown, più della metà della sua produzione complessiva del 2018 (1059 yard; 12 TD).

#### Stagione 2019

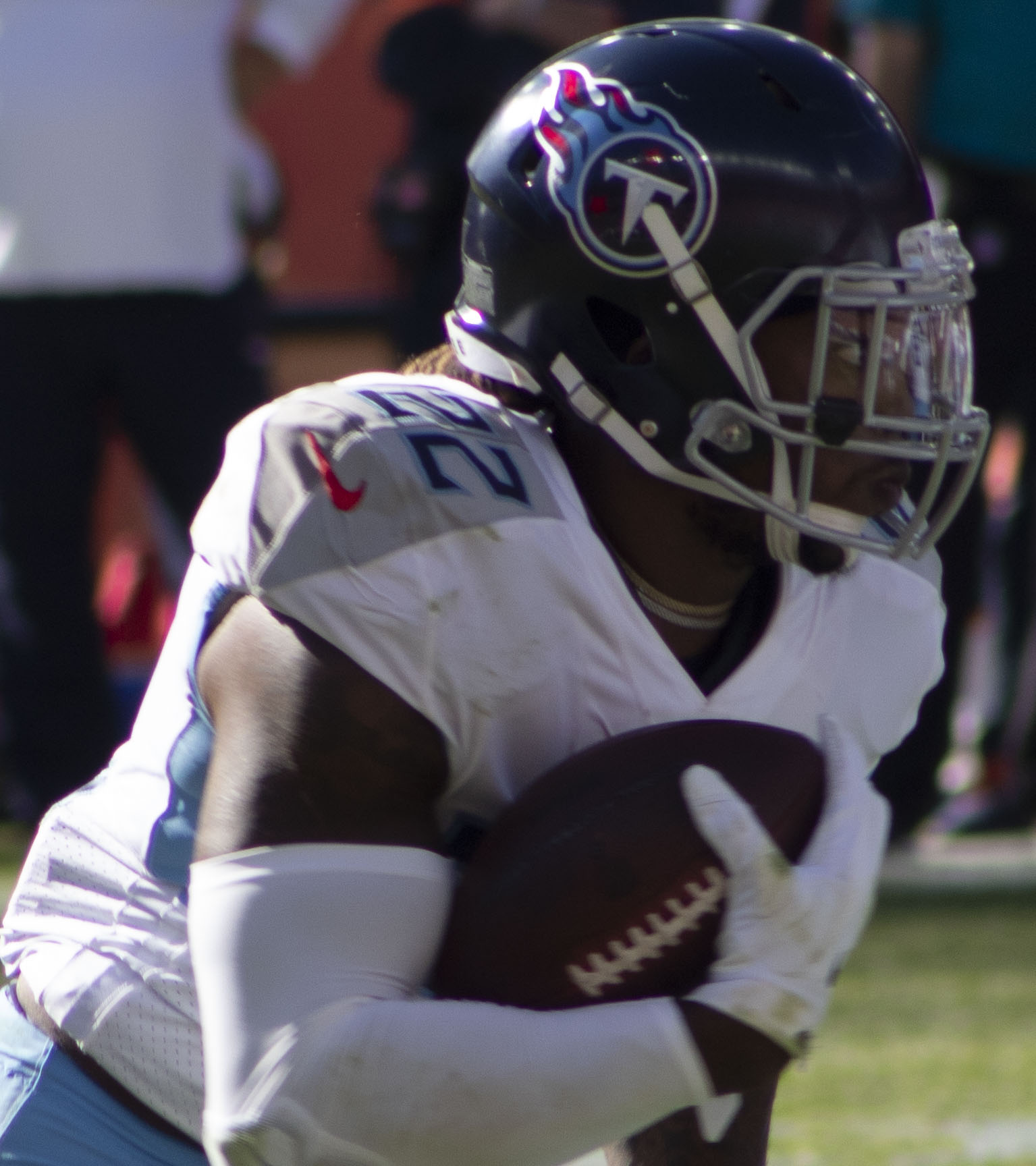
Henry nel 2019

Nel decimo turno del 2019 Henry disputò una delle migliori prove stagionali correndo 188 yard nella vittoria a sorpresa contro i Kansas City Chiefs, venendo premiato come running back della settimana. Un'altra partita di alto livello la giocò nel dodicesimo turno nella vittoria sui Jacksonville Jaguars in cui corse 159 yard e segnò due volte, vincendo ancora il titolo di RB della settimana. Il momento positivo continuò con altre 149 yard corse contro i Colts nel turno seguente. Nell'ultimo turno Henry trascinò Tennessee alla vittoria contro Houston centrando l'ultimo posto nei playoff con 211 yard corse e 3 touchdown. A fine stagione fu convocato per il suo primo Pro Bowl e inserito nel Second-team All-Pro dopo avere guidato la NFL con 1.540 yard corse e a pari merito con 16 touchdown su corsa. Nel primo turno di playoff Henry stabilì un record di franchigia per la post-season con 182 yard corse nella vittoria in casa dei New England Patriots campioni in carica. Sette giorni dopo divenne il secondo giocatore della storia (dopo Earl Campbell nel 1980) e il primo nei playoff a correre almeno 175 yard per due gare consecutive nella vittoria sui Baltimore Ravens che avevano terminato con il miglior record della NFL. Nella stessa partita passò anche un touchdown da 3 yard a Corey Davis. La corsa dei Titans verso il Super Bowl si interruppe nella finale della AFC contro i Kansas City Chiefs perdendo per 35-24. Henry fu tenuto dalla difesa avversaria a 69 yard corse e un touchdown.

#### Stagione 2020
Il 16 marzo 2020, i Titans applicarono su Henry la franchise tag. Il 15 luglio firmò un rinnovo contrattuale di 4 anni del valore di 50 milioni di dollari, di cui 25 milioni garantiti. Nella settimana 5 segnò 2 touchdown nella vittoria sui precedentemente imbattuti Buffalo Bills per 42-16. Sette giorni dopo superò per la terza volta in carriera le 200 yard corse e segnò altri due touchdown, incluso quello della vittoria ai tempi supplementari sui Texans, venendo premiato come miglior giocatore offensivo della AFC della settimana e come running back della settimana. Alla fine di ottobre fu premiato come giocatore offensivo del mese della AFC in cui corse 344 yard e 5 touchdown. Nella settimana 11 dopo una partenza lenta si rifece nel secondo tempo e nei supplementari dove segnò il touchdown della vittoria contro i Ravens, terminando con 133 yard corse e superando per il terzo anno consecutivo quota mille. Sette giorni dopo corse 178 yard e segnò 3 touchdown nella vittoria sui Colts che valse la testa solitaria della division. In quella partita superò anche le 5.000 yard corse in carriera. Nella settimana 14 divenne il primo giocatore della storia a disputare quattro partite in carriera con più di 200 yard corse e almeno due touchdown.

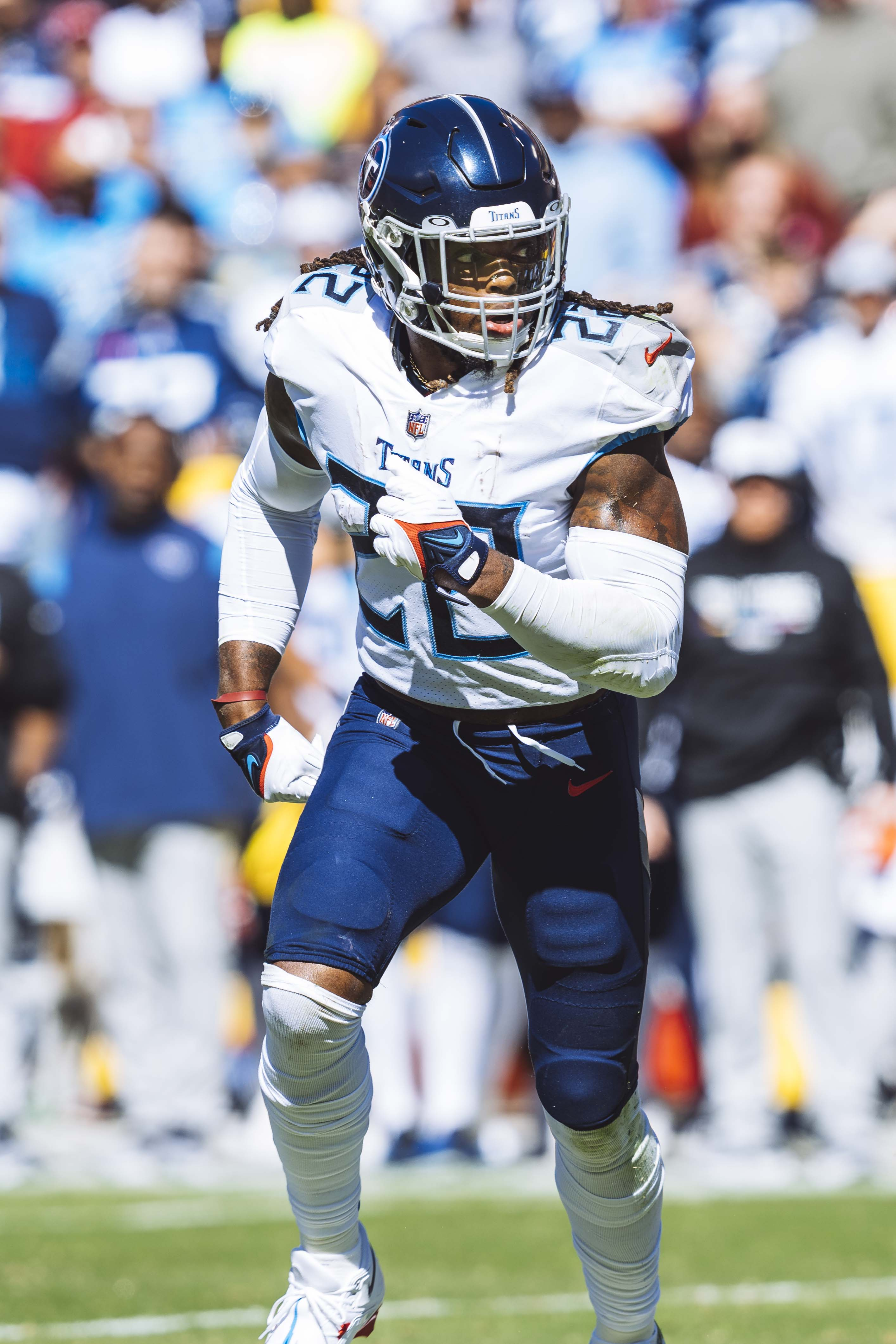
Henry nel 2022

Nel 15º turno, Henry divenne il quarto giocatore della storia a correre 1.500 yard e segnare almeno 15 touchdown per due stagioni consecutive. Nell'ultimo turno Henry corse 250 yard nella vittoria che diede ai Titans il titolo di division, diventando l'ottavo giocatore della storia a correre 2.000 yard in una stagione. A fine stagione venne premiato per la prima volta in carriera come giocatore offensivo dell'anno, fu convocato per il suo secondo Pro Bowl (non disputato a causa della pandemia di COVID-19) e venne incluso per la prima volta nel First Team All-Pro.

#### Stagione 2021
Dopo un inizio lento nella prima partita, Henry esplose nella settimana 2 correndo 182 yard e 3 touchdown nella vittoria ai supplementari in casa dei Seattle Seahawks che gli valsero il titolo di giocatore offensivo della AFC della settimana e di running back della settimana. Lo stesso riconoscimento se lo aggiudicò nel sesto turno quando corse 143 yard e 3 touchdown nella vittoria sui Buffalo Bills. Nel corso della settimana 8 contro gli Indianapolis Colts Henry subì una frattura a un piede che gli fece perdere tutto il resto della stagione regolare. Malgrado avere saltato più di metà stagione, si classificò comunque nono nella NFL con 937 yard corse.

#### Stagione 2022
Dopo avere mostrato un po' di ruggine nelle prime partite, nel quarto turno Henry corse 114 yard e un touchdown nella vittoria sui Colts. La settimana successiva andò a segno altre due volte nella vittoria sui Washington Commanders. Nell'ottavo turno fu premiato come giocatore offensivo della AFC della settimana dopo avere corso 219 yard e 2 touchdown nella vittoria contro Houston. Fu la quarta partita consecutiva in cui superò le 200 yard corse e segnò più di un touchdown contro i Texans e con quelle due marcature divenne il leader di tutti i tempi della franchigia per touchdown segnati in carriera, superando in un colpo solo Eddie George (74) ed Earl Campbell (73). Alla fine di ottobre fu premiato come giocatore offensivo della AFC del mese in cui corse 140,8 yard a partita e segnò 5 touchdown, mentre i Titans ebbero un record perfetto di 4-0. A fine stagione fu convocato per il suo terzo Pro Bowl dopo essersi classificato secondo nella NFL sia in yard (1.538) che in touchdown su corsa (13).

#### Stagione 2023
Nel quarto turno Henry superò per la prima volta le cento yard in stagione correndone 122, incluso un touchdown da 29 yard. Inoltre in quella partita contro i Bengals passò il quarto touchdown in carriera nella vittoria per 27-3. Nel tredicesimo turno corse 105 yard e 2 touchdown contro i Colts prima di essere costretto a uscire per infortunio. Senza Henry i Titans persero ai tempi supplementari. Nel Monday Night Football del turno successivo contribuì a rimontare uno svantaggio di 14 punti a tre minuti dal termine segnando il touchdown della vittoria contro i Miami Dolphins nel finale. Dopo una delle peggiori prestazioni in carriera nella settimana 15, nel sedicesimo turno Henry si rifece guidando la squadra con 88 yard corse, un touchdown su corsa e il secondo touchdown passato in stagione ma i Titans furono sconfitti dai Seattle Seahawks. Nell'ultima giornata corse 153 yard e un touchdown nella vittoria sui Jaguars che impedì ai rivali di division di qualificarsi per i playoff, prestazione che gli valse il riconoscimento di running back della settimana per la 16ª volta in carriera. A fine stagione fu convocato per il suo quarto Pro Bowl dopo essersi classificato secondo nella NFL con 1.167 yard corse e settimo con 12 touchdown su corsa.

### Baltimore Ravens

#### Stagione 2024
Il 12 marzo 2024 Henry firmò un contratto biennale del valore di 16 milioni di dollari con i Baltimore Ravens. Nella prima partita con la nuova maglia corse 41 yard e segnò un touchdown nella sconfitta con i Chiefs campioni in carica. Nel terzo turno disputò la dodicesima gara in carriera con almeno 150 yard e 2 touchdown su corsa, raggiungendo LaDainian Tomlinson al secondo posto di tutti i tempi. La settimana successiva corse 199 yard e segnò due touchdown, uno su corsa con un record di franchigia di 87 yard nella prima azione della partita e uno su ricezione, nella vittoria sui Buffalo Bills per 35-10. Per questa prestazione fu premiato come giocatore offensivo della AFC della settimana e come running back della settimana.
Nel sesto turno Henry segnò due touchdown su corsa nella vittoria sui Commanders. Sì unì così a Jim Brown, LaDainian Tomlinson e Emmitt Smith quali unici altri giocatori con almeno 20 gare con 100 yard corse e due touchdown su corsa, venendo premiato come giocatore offensivo della AFC della settimana. Nella settimana 9 segnó il suo centesimo touchdown su corsa in carriera, il quinto giocatore più rapido della storia a riuscirvi, 128 gare come Adrian Peterson. La sua partita si chiuse con 107 yard corse e 2 marcature.
Nel Monday Night Football della settimana 12, Henry corse 140 yard nella vittoria sui Chargers. Fu la ventesima partita in carriera con almeno 140 yard corse, raggiungendo LaDainian Tomlinson al settimo posto di tutti i tempi. Nell'ultimo turno corse 138 yard e due touchdown nella vittoria sui Browns. Chiuse l'annata con 1.921 yard corse, il primo giocatore della storia a correre più di 1.900 yard e a non guidare la NFL e il primo di sempre con due stagioni da almeno 1.900 yard corse in carriera. A fine stagione fu convocato per il suo quinto Pro Bowl e inserito nel Second-team All-Pro dopo avere guidato per la terza volta la lega con 16 touchdown su corsa.
Nel turno delle wild card Henry corse un record di franchigia per i playoff di 186 yard nella vittoria sui Pittsburgh Steelers.

#### Stagione 2025
Il 14 maggio 2025 Henry firmò un nuovo contratto biennale del valore di 30 milioni di dollari.

## Palmarès
- Miglior giocatore offensivo dell'anno della NFL: 1

2020
- Convocazioni al Pro Bowl: 5

2019, 2020, 2022, 2023, 2024
- First-team All-Pro: 1

2020
- Second-team All-Pro: 2

2019, 2024
- Running back dell'anno: 2

2019, 2020
- Giocatore offensivo della AFC del mese: 3

dicembre 2018, ottobre 2020, ottobre 2022
- Giocatore offensivo della AFC della settimana: 8

14ª del 2018, 6ª e 17ª del 2020, 2ª e 6ª del 2021, 8ª del 2022, 4ª e 6ª del 2024
- Running back della settimana: 17

14ª e 15ª del 2018, 10ª, 12ª, 13ª, 14ª e 17ª del 2019, 6ª, 11ª, 12ª, 14ª e 15ª del 2020, 2ª, 3ª e 5ª del 2021, 18ª del 2023, 4ª del 2024
- Leader della NFL in yard corse: 2

2019, 2020
- Leader della NFL in touchdown su corsa: 3

2019, 2020, 2024
- Club delle 2.000 yard corse in una stagione

## Record NFL
- Maggior numero di gare con 200 yard corse in carriera: 6 (condiviso con O.J. Simpson e Adrian Peterson)
- Primo giocatore a correre 200 yard e a segnare almeno 4 touchdown in una partita con meno di 22 corse[70]
- Corsa più lunga della storia della NFL: 99 yard (condiviso con Tony Dorsett)[71]
- Primo giocatore con 180 yard corse in tre gare consecutive[72]
- Maggior numero di yard corse in quattro gare di playoff: 561[72]
- Primo giocatore a correre 180 yard in due gare di playoff consecutive[72]